# Slag bij Jemmingen (1533)
De eerste Slag bij Jemmingen (Duits: Schlacht von Jemgum) vond plaats in 1533 tijdens de Gelderse Vete. In deze oorlog poogde Balthasar van Esens met hulp van de hertog van Gelre, Karel van Egmond, zijn heerschappij terug te winnen in het Oost-Friese Harlingerland. De troepen van Balthasar en de hertog van Gelre, ongeveer 2000 geoefende huursoldaten onder leiding van Meindert van Ham, drongen Oost-Friesland binnen en verschansten zich in de kerk van Jemgum. De aanrukkende grafelijke Oost-Friese strijdmacht was weliswaar grotendeels ontoereikend getraind, maar getalsmatig ver superieur. De Oost-Friese graven Enno II en Johan I Cirksena sloegen zelfs een aanbod af van de Gelderse troepen om zich gewonnen te geven en zich zonder strijd uit Oost-Friesland terug te trekken.
Toch handelden de grafelijke troepen vervolgens zodanig tactisch onhandig, dat hun troepen neergeschoten en op de vlucht gedreven werden. Hoewel er met 400 man verhoudingsgewijs weinig mensen om het leven kwamen, waren daaronder aan de Oost-Friese kant talrijke edelen, die vooraan hun leger reden. Als gevolg van de slag werden Leer en Oldersum in brand gestoken en geplunderd. Aan het einde van de oorlog had Balthasar weer de macht, zij het als vazal van Gelre.